# Palacio de Zabálburu
El Palacio de Zabálburu es una casa-palacio ubicada en la calle del Marqués del Duero, núm. 7 en Madrid, España. Fue construido en 1872 por José Segundo de Lema para el intelectual y bibliófilo bilbaíno Francisco de Zabálburu. Se construyó en terrenos del antiguo Pósito de la Villa siguiendo una nueva corriente arquitectónica denominada racionalismo neogótico. Destaca en el chaflán el balcón acristalado de estilo gótico. En la actualidad es ocupado por la Biblioteca Francisco de Zabálburu para investigadores, creada a partir de su colección particular, con unos 20 000 ejemplares y libros desde el siglo XI al XIX. También es la sede de las Oficinas de la Mutualidad General Judicial. Anteriormente fue un hotel para la aristocracia y, durante la Guerra Civil, sede de la Alianza de Intelectuales Antifascistas.

## Historia y características
El palacio ocupa unos solares que desde el siglo XVI fueron parte del Real Pósito de Madrid. El palacio fue construido para el industrial vasco Francisco de Zabálburu, que estuvo en el primer Consejo de Administración del Banco de Bilbao y fue diputado y senador. Además, era un apasionado de la historia, la paleografía y los libros. Su única hija se casaría con el conde de Heredia Spínola, de ahí que también se le conozca como palacio de Heredia Spínola
Fue proyectado y construido en 1872 por José Segundo de Lema en el estilo racionalismo neogótico, siguiendo las líneas marcadas por Viollet-le-Duc, en el que los materiales se muestran en su aspecto natural señalando su finalidad constructiva. Posteriormente, en 1876 Segundo de Lema construye una casa de viviendas de alquiler aneja en la calle Salustiano Olózaga, 6. En 1900, Severiano Sainz de la Lastra realizó el cerramiento de huecos y patios interiores a la altura del primer piso. De 1900 a 1917, Luis de Landecho Jordán de Urríes realiza una serie de reformas interiores, con la construcción de un invernadero así como un pequeño pabellón achaflanado para fumadores con una terraza y una bonita balaustrada encima.
Durante la Guerra Civil incautaron el palacio a los condes de Heredia Spínola y lo usaron como sede de la Alianza de Intelectuales Antifascistas. Numerosos intelectuales de la época se alojaron en el palacio: Alberti, María Teresa León, León Felipe, Neruda, Buero Vallejo y Huidobro. Desde los años 80 se modernizó el archivo y es una fundación privada que solo abre a los investigadores por la mañana. Actualmente parte del edificio alberga la Mutualidad General Judicial (antes fue sede del CDS).
Tanto las dependencias del Ministerio de Justicia como el edificio de viviendas no admiten visitas. Sin embargo, la biblioteca, de carácter privado, es accesible a investigadores previa solicitud.